# 中世の寝殿造

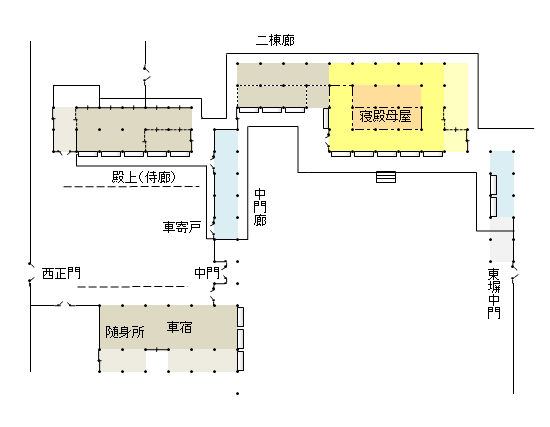
070：鎌倉時代・正応元年(1288)の近衛殿
六波羅泉殿同様に母屋が南北に区切られている。『勘仲記』の指図より作成。

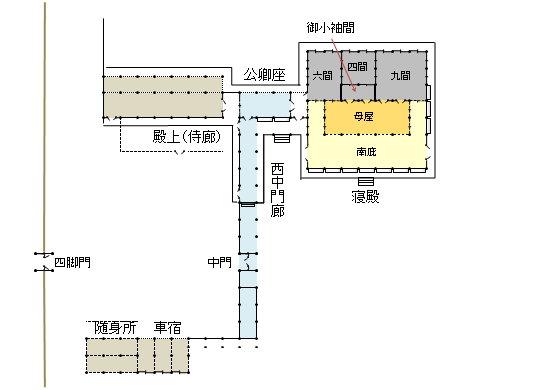
080：室町時代・永享4年(1432)足利義教の室町殿
殿舎の配置が近衛殿（上の画像070)と非常によく似ていることで有名。しかし寝殿については大きく異なる。南半分は母屋・庇の平面を維持しているが、北半分は既に母屋・庇ではない。かつ殿上と公卿座に半間を使っており、柱間寸法は7尺から7.5尺である。図は7.5尺として縮小。
桁行七間、梁間六間というと大寝殿に見えるが、その実正応元年（1288）の近衛殿（上の画像070)、あるいは藤原定家の京極殿(画像060)の寝殿とほとんど変わらない。
なお柱間寸法が7尺から7.5尺程度なら南庇の梁間は他の2倍弱の12尺はあったかもしれない。そうでなければ大饗の二行対座は出来ない。
（国立国会図書館蔵「室町殿御亭大饗指図」（永享4年7月25日）、および川上貢復元図などより作成）

中世の寝殿造（ちゅうせいのしんでんづくり）では、末期の寝殿造を中心に中世の上層住宅について述べる。中世は平安時代の寝殿造から近世の書院造への過渡期にあたり、寝殿造の末期であると同時に書院造の成立前史でもある。寝殿造は11世紀前には完成し摂関政期・院政初期に栄えたが、平安時代末期には正式な形式は崩れ実用本位のものとなっていった。

## 概要
平安時代には「寝殿造」という貴族住宅の様式が想定され、近世には武家屋敷を中心とした「書院造」という様式がある。しかし中世はその過渡期と位置づけられて、特別な様式名称が定義されている訳ではない。
かつては「武家造」という様式が想定されたこともあったが、現在では鎌倉の将軍御所も『法然上人絵伝』のまるで農家のような押領使漆時国の館(画像530)まで、全て寝殿造の範疇に入れられている。
寝殿造は平安時代に留まるものではなく、鎌倉時代から室町時代の応仁の乱に至るまで続いている。
室町時代でも将軍邸・室町殿(画像080)のように最上級の屋敷の主屋は「寝殿」と呼ばれ、その中で伝統的な貴族儀式が営まれていた。しかしその実態は平安時代後期の寝殿造から大きく変化している。
- ひとつには建具の進化である。大きな空間をカーテンのような布（帳）で仕切っていたものが、現在の襖や障子に近いものが多く用いられるようになり、それによる細かい、固定的な間仕切りが進んでくる。その変化は平安時代の平清盛の六波羅泉殿の指図(画像430)などにも現れてはいるが[15]、はっきりと形を現してくるのは鎌倉時代の中頃である。
- もうひとつには建築工法の進化がある。主要な建物でも太田博太郎が「日本建築の文法」[16]とまで云った母屋と庇の構造、側柱と入側柱によって全体を支えるという古代以来の建築構造から徐々に開放されていく。寝殿造の一部に始まったその変化は徐々に寝殿造全体を覆うようになり、室町時代に書院造へと近づいていく。

従って中世の寝殿造は、平安時代の寝殿造が近世の書院造へと接近していく過程にあたり、寝殿造の末期であると同時に近世書院造の前史でもある。

## 変化の始まり・小寝殿

### 高陽院の小寝殿
大規模寝殿造の変化の始まりは高陽院の小寝殿で、『栄花物語』には、長久4年(1043)12月1日の記事
に東対が無いこと、天喜元年(1053)8月20日の記事
に小寝殿があることが記されている。記録に残る最初の小寝殿である。この小寝殿を太田静六はこう説明する。
```
小寝殿とは中央の寝殿に準じる寝殿という意味で、対が南北棟であるのに対し、小寝殿は寝殿と同じく南正面で東西棟が普通だが、時には対と同じく南北棟の場合もある。今回のように小寝殿としたのは頼通の創意によるかと思われるがこれは同時に平安盛期も末になると、正規寝殿造中にもぽつぽつ変形が現れてきたことを示す。
[
20
]
```

変形の無い正規寝殿造の時代があったということは証明されていないが、小寝殿が寝殿造の変化の象徴であることでは研究者の意見は一致している。小寝殿は別御所の形式をとる鎌倉時代の小御所との関連性も指摘され、古代の小寝殿から中世の小御所へと至る過程が想定されている。
高陽院のような小寝殿が何故現れたのか、あるいは用いられたのかについては、独立した家政機構を持ち、本来屋敷も独立するのが普通である二人が同じ屋敷内に住む場合に備えてだと考えられている。
その独立性が更に高まった段階が「角殿」「角御所」「小御所」であろうとされる。それらは同じ敷地内でも門を別にし、別の屋敷として扱われる。例えば正月の拝賀に訪れた公卿は、まず寝殿の院に拝賀し、次ぎに同じ敷地内の女院への拝賀に向かうが、そのときには一旦門を出て「角殿」「角御所」または「小御所」用の門から入るなどである。

### 初期の小寝殿の平面

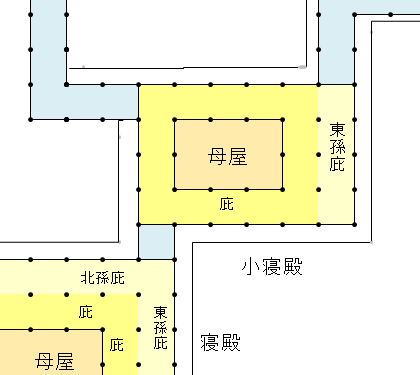
a01：鳥羽南殿小寝殿 (「増補改編鳥羽離宮跡」[26]より作成)
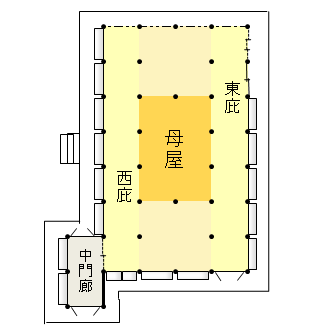
a02：富小路殿角御所 (川上貢復元図[27]より作成)

鳥羽南殿の小寝殿： 画像a01
は平安時代11世紀末に建設された鳥羽殿の小寝殿であり1958年に発掘調査された。三間四面で東に孫庇があり、その北に廊が延びて、その途中から単廊の渡殿が東に出て証金剛院御堂と思われる建物に繋がっている。
柱列から三間四面東孫庇と、普通の寝殿と同じ「母屋・庇の構造」(画像110)である。
通常、西礼の屋敷であれば西対があり、逆であれば東対があってそこが儀式の場として使用される。ところがこの鳥羽殿の小寝殿はそのハレの対の反対側、奥向・内向きの空間にあった。第二期高陽院でも同じである。それらのことから藤田勝也は、小寝殿成立の契機は内向きの居所としての機能の充実にあったのではないか、小寝殿は私的居住空間の形成を表徴する建物ということになるのではないかと推測する。
富小路殿の角御所（小御所）： 画像a02 は鎌倉時代後期の里内裏・富小路殿の角御所である。『門葉記』に仏事道場に使用されたときの指図が正応2年(1289)3月9日、正応6年(1293)3月33日、永仁5年(1297)3月24目の三つあり、それらの指図から川上貢は、御所郭内の東北に位置し、西面をもってハレとする子午屋。二間に五間の母屋に四周一間の庇がついたいわゆる五間四面屋で、西南すみに中門廊が附属した建物であったと推測する。
川上貢の復元図によると、側柱と入側柱により屋根を支える「母屋・庇の構造」(画像110)は従来のままである。ただ母屋の南北の仕切り方が標準的な寝殿造と若干異なり、平面的な部屋割りに変化が現れている。

### 小御所の平面の変化
平面図に大きな変化が現れるのは次ぎの4つである。

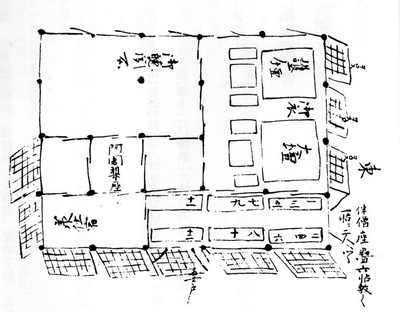
a11：鎌倉将軍御所の小御所。弘安4年(1281)
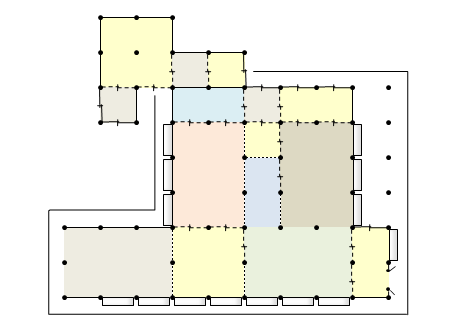
a12：鎌倉佐々目遺身院。永仁元年(1323)
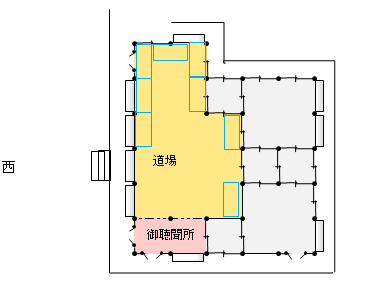
a13：伏見殿小御所。 永和2年(1376)
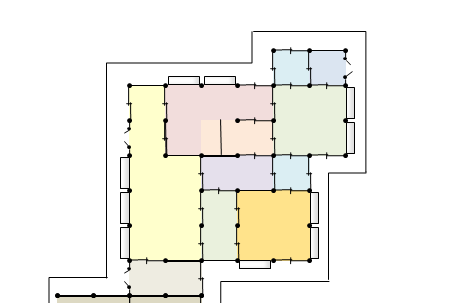
a14：青蓮院里坊・十楽院。(14世紀前半)

鎌倉将軍御所の小御所：画像a11 は鎌倉将軍御所で唯一残る弘安4年(1281)の小御所の指図である。側柱と入側柱により、屋根の小屋組を支える構造(画像110)では無くなっている。もはや「母屋・庇の構造」ではない。
鎌倉佐々目遺身院：画像a12 は「永仁元年(1323)胤助伝法灌頂記」(金沢文庫)にある鎌倉佐々目遺身院の指図及び上野勝久が起こした平面図を元に作成した。ここでも小屋組、つまり屋根の架構が平面から完全に分離している。「母屋・庇の構造」(画像110)ではない。
伏見殿小御所：画像a13
は永和2年(1376)に伏見殿小御所で光厳院御十三回忌結縁灌頂が行なわれたときの指図及び川上貢が復元した平面図を基に作成した。ここでも「母屋・庇の構造」(画像110)では無くなっている。

柱間寸法は不明だが、藤田盟児は畳みが追い回しに敷き詰められていることから柱間寸法は7尺ぐらいではないかとする。この小御所は『安任卿記』永仁6年(1298)7月27日条の割註に「以御堂北小御所為御所」とあったものである可能性も高い。もしそうであれば13世紀末には最上級貴族・皇族の寝殿造にも、ケ(褻)のエリアには後に書院造に発展する建築様式が既に生まれていたことになる。
門跡青蓮院の里坊・十楽院：画像a14 は鎌倉時代末期より南北朝時代初期頃の状況を示す配置図(画像a24)から小御所のみ切り取ったものである。佐々目遺身院同様に「母屋・庇の構造」(画像110)から完全に脱却している。

## 寝殿の変化
小御所・小寝殿で建築構造の変化が始まる鎌倉時代後半以降も、寝殿ではかろうじて「母屋・庇の構造」(画像110)を一部に維持してはいる。ただしそれは寝殿のハレ面、南半分においてであり、寝殿の北側にははっきりとした変化が見られるようになる。以下オレンジと黄色が母屋・庇構造を残している部分である。

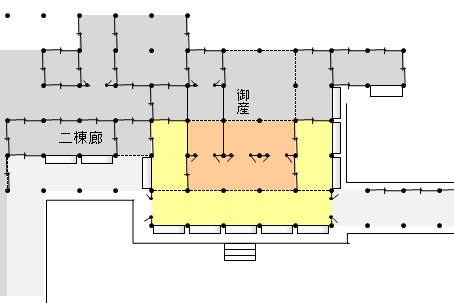
a21：常盤井殿・寝殿 延慶4年(1311)
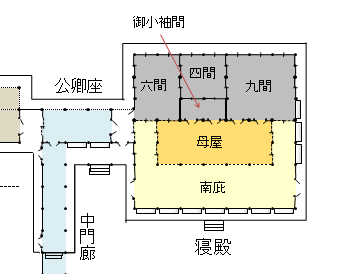
a22：室町殿・寝殿 永享4年(1432)
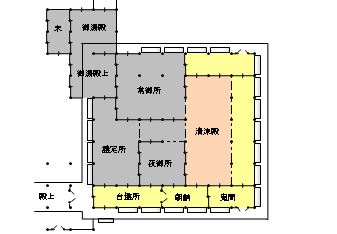
a23：応永度清涼殿 (1402-1443)
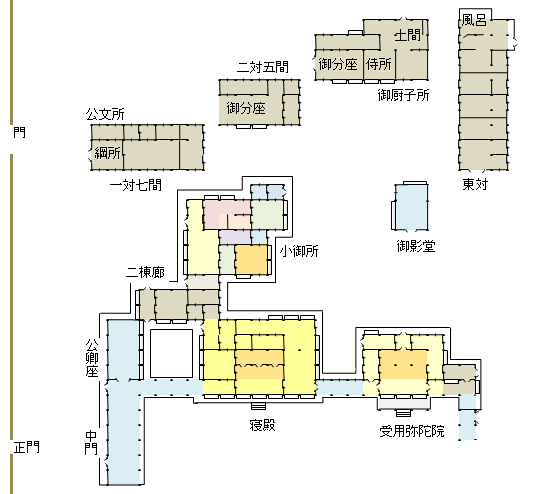
a24：里坊・十楽院（全体）(14世紀前半)

常盤井殿・寝殿： 画像a21 は『公衡公記』「御産愚記第四」延慶4年(1311)2月23日条にある指図から起こした常盤井殿の平面図である。
西園寺公衡はこのとき姫宮を出産した広義門院の父で、左大臣としてこの院御所に直廬を持ち、産所等の室礼を指揮している。従ってこの指図の信頼性は高い。「三間四面北孫庇付」と「間面記法」で表現出来るのだが、寝殿の北側は変化を始めている。細かく仕切られていることもそのひとつだが、本来は北庇と長押1段下がった北孫庇であるはずの部分が連続して使われている。つまり北庇と北孫庇が一体化し、同一床面としたうえで用途毎に間仕切りされている。
室町殿・寝殿： 画像a22
は足利義教の寝殿で「室町殿御亭大饗指図」から起こした 画像080 の一部分である。この屋敷は永享4年(1432)に一万貫の予算で建設された当時最上級の屋敷である。
正応元年(1288)10月27日の近衛殿大饗指図(画像070)と非常に高い類似性を持つと云われるが、それは正門から寝殿までの配置についてであり、寝殿だけを見ると全く違う。
室町殿の寝殿はもはや「間面記法」では表現出来ない。母屋の北は梁間が三間もある。その梁間三間には内側に柱の無い部分の方が多い。奈良時代以来の「母屋・庇の構造」「側柱と入側柱」により、屋根の小屋組を支える構造(画像110)では無くなっている。
桁行七間、梁行六間というとかなり大きな寝殿に見えるが、実は柱間寸法は7～7.5尺と狭い。「九間」つまり三間×三間の部屋とは相当立派な太い梁を使っているように見えるが、柱間7.5尺の三間は柱間11尺の二間とほとんど同じである。
つまり小御所は新技法で建てるが寝殿は旧来技法というのではなしに、屋根の小屋組を支える架構自体は寝殿においても新技法が採用されており、南半分での母屋と庇は単に儀式空間としてレイアウトされているだけで、屋根を支える構造とは何の関係もない。
応永度内裏の清涼殿： 画像a23 は応永度(1402-1443)土御門東洞院内裏の清涼殿である。同じような傾向はこの前の建武度(1337-1401)寝殿、この後の康正度(1455-)内裏の清涼殿にも見られる。清涼殿は東がハレだが、その東面だけに母屋・庇のレイアウトを残す。この応永度内裏の清涼殿は七間四方の正方形であり、その内東面の母屋・庇のレイアウトは三間と半分以下である。西側四間は母屋・庇とは全く関係無しにレイアウトされている。
門跡青蓮院の里坊・十楽院： 画像a24 は鎌倉時代末から南北朝期の十楽院全体図である。北側の雑舎まで含めて描かれた唯一の配置図でもある。青蓮院はほとんどが法親王、希に摂家の子弟や室町将軍・足利義満の子が門主を務め、天台座主となる門跡だが、中門廊に公卿座(対代廊)、二棟廊と後期寝殿造の上層の要件は残しつつも、「母屋・庇の構造」(画像110)は小御所では完全に消え、寝殿では片鱗は止めているもののあまり明確ではない。柱間寸法は広いものと狭いものの二種類あり作図上2対1にしたが、藤田盟児は7尺を基本として広いのは10尺ではないかとする。
なお、僧の屋敷を寝殿造の中であつかうのは、この当時の門跡は天皇や摂関家の子弟、院家も公卿の子弟であり、貴族社会の一員であるからである。現に「海人藻芥」には大臣の屋敷、公卿の屋敷について例えば四足門を建てられるかどうかなど屋敷の格式のきまりがしるされているが、法親王家の門跡は大臣邸と同じ格で、院家は公卿の邸の格式と同じとある。

## 小規模邸宅の伏見殿
貞成親王が、まだ少年だった子の後花園天皇に読ませるために書いた『椿葉記』にはこうある。
```
次の年六月に伏見へ還御なる、いまはもとの御所もなし、御座あるへき所なくて、故三位局〈杉殿と申〉里にて宝厳院と申比丘尼所になされたる所を、まつ御所になさる、狭少不思議なる草庵のかりそめなからいまに御所にであるなり。
```

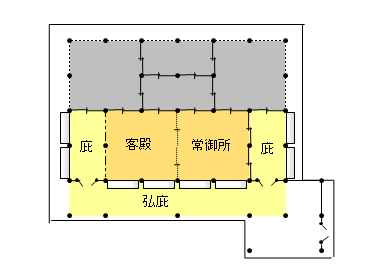
a30：伏見殿。応永24年(1417)

画像a30 は応永24年(1417)段階の伏見殿・寝殿であるが、足利義教を迎えるまでは「寝殿」を名乗ることを憚っている。この伏見宮貞成親王の住まいは、元は親族の女性の隠居所であった。先に平面の変化で「伏見殿小御所」の平面図(画像a13)を上げたが、その頃の院御所は既に焼失している。
『看聞日記』、応永23年(1416)11月14日条、18日条の仏事の室礼では「二ケ間」とか「四間」「二間」という言い方を用いている。
「四間」とは二間×二間、「二間」とは二間×一間で、グリッドひとつを「間」と呼んでいる。それを「坪」と呼ぶこともあるので、一般用語ではないがとりあえず「間坪表記」としておく。しかし「母屋・庇の構造」(画像110)を用法としてかろうじて留め、仏寺道場とする場合は客殿と常御所の間の障子を撤去し八間としている。中門を二間×二間としている処、から柱間寸法は7～7.5尺程度、あるいは貞成親王自身が「狭少不思議なる草庵」と書いており、それ以下であった可能性もある。

## 応仁の乱

### 室町期の公卿の屋敷
室町時代の寝殿造は将軍邸以外には見るべきものがない。これまでに見てきた室町時代の寝殿は内裏とか室町将軍など当時の最上級であって、本来上級寝殿造の担い手であったはずの摂関家などの上級貴族の屋敷は応仁の乱を待つまでもなく、以下のような状態であった。
- 貞和4年(1348)中納言甘露寺藤長の邸は「中門も公卿座も不候」と言われる。
- 応安元年(1368)新中納言実綱の邸には中門を欠き、甚だ不具と言われる。
- 永享7年(1435)関白二条持基の二条殿には寝殿が無くて将軍御所の小御所をもらいうけて寝殿に改作。
- 嘉吉3年(1443)裏辻邸も寝殿が無くて、ただ廊だけ、つまり梁間一間か二間、大きくても三間の建物だけだったという。
- 同じ嘉吉3年(1443)に、三条実量邸の寝殿は「本式に非ず」と言われ、番衆所・車宿・中門廊を具えていたが、寝殿には高欄が無かった。高欄が無い寝殿は平安時代にも沢山あったはずだが、三条実量の父は右大臣。本人も後には左大臣である。大臣家で寝殿に高欄が無いのは平安時代感覚ではあり得ない。更に殿上・公卿座を欠いていた。つまり二棟廊や侍廊まで無かったと。

### 応仁の乱期の公卿の屋敷
寝殿造は事実上文明8年(1476)11月の室町殿の焼失によって終焉を迎えたといえる。応仁の乱終息の前年である。その応仁の乱で京はほぼ灰燼と化した。南北朝以降も僅かには残っていたかもしれない公卿の寝殿造もほとんど焼失する。10年以上の京の戦乱で焼け出され、あるいは疎開した公卿達の住まいを川上貢がまとめているがそこではこんな有様である。
- 一条殿、「相国寺西、畠山陣屋二十五坪」[48]、南都仏地院(画像a40)が突起を除いて54坪だから25坪はその半分以下。本当に疎開先の仮住まいである。
- 二条殿、「押小路烏丸西、小屋一宇新造移徙」[49]。
- 九条殿、「非御旧跡、寺也」[50]。
- 近衛殿、「僕、進藤長泰宿所借住」[51]、進藤長泰なる者は近衛家の家僕らしい。「新造移徙、カリ屋体也」[52]。
- 四条殿、「隆量卿、濃州より上洛、借屋居住」[53]

乱の後、すぐさま屋敷を再建出来た例外は足利義政の正室・日野富子の甥、日野政資邸ぐらいである。そんな借屋住いで、有職故実な年中行事が出来る訳もなく、以前のような屋敷を再建する財力も無い。かつ10年前後仮住まいを続けた結果、住まいの有職故実は日常のものではなくなっている。「小屋一宇」とか「カリ屋体」から脱出し、ようやく屋敷を再建出来たとしても常御所を主殿とした例がほとんどで、常御所や会所は先に見てきた小御所群と同じく「母屋・庇の構造」ではない。

### 文明17年・南都仏地院

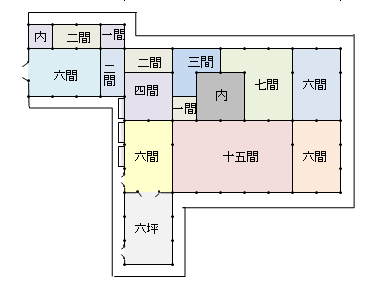
a40：文明17年(1485)南都仏地院。内閣文庫蔵より作成。

応仁の乱の後、寝殿に代わるものとしていわゆる主殿が登場する。画像a40 はその代表例で文明17年(1485)に仏地院に造立された主殿である。仏地院は南都・興福寺の院家(いんげ)である。
西の侍廊、南に突き出る中門廊を除いた主殿は桁行九間、梁間六間である。ただし柱間一丈(10尺)ではなく六尺六寸、つまり約2ｍで、柱間一丈ベースの2/3、かつての三間四面西孫庇付とほぼ同じ広さである。もはや「母屋・庇の構造」(画像110)は完全に失われ、建物は間面記法では表せなくなっている。そして寝殿とは呼ばれずに主殿と呼ばれている。
これを先出の義教の室町殿寝殿(画像080)と比較すると、寝殿から正門にかけての構成を中門から北に限れば、寝殿・公卿座・中門廊・殿上であったものが、主殿・中門廊（左下六坪）・侍上（左上の六間）に変わっている。主殿は寝殿、侍廊は殿上に対応するので公卿座が無くなっているように見えるが、実は公卿座は 画像a40 では主殿の左端、黄色の六間がそれにあたる。つまり縮小されて主殿内に取り込まれているだけで、寝殿・公卿座・中門廊・殿上という関係・用途は維持されている。
主殿に目を転じると、屋内を南と北に大きく二分する並戸が設けられ、そして並戸以北が塗籍をはじめ諸室に細分されている様子が室町殿寝殿と共通する。両殿との相違は並戸以南の母屋・庇の別の解消が一番大きい。並戸の南の古代的形式が薄れた処に、並戸の北において発展してきた建築様式や建具が全面的に進出した。
仏地院では柱はすべて五寸角の角柱、内外の仕切建具、畳の敷詰、そして間取りの諸点において、のちの書院造の形式に接近している。川上貢はこう書く。
```
仏地院主殿平面からうかがえることは、これもまた前出の諸寝殿に成立する類型に属して、乱後における諸情勢の変化を反映したところの形式の発展変形を示すものであり、そして近世書院造主殿成立への方向を指向するものと言える。つまり、仏地院主殿平面は応仁乱後に突然出現したものでなくて、平安時代にさかのぼる寝殿平面が、鎌倉時代、南北朝時代そして室町時代初期の長い年月をかけて、継続的に徐々に発展しながら成立をみたものであった。
```

この仏地院平面に見られる様式が、平安時代以来の寝殿造と、後の書院造のちょうど接点になっている。つまりは、書院造は寝殿造から生まれたというのが川上貢の『日本中世住宅の研究』の論旨であり、そしてその説はほとんどの建築史研究者に支持され、既に定説となっている。

## 工法と工具の変化

### 建築技術の進歩
建築技術では鎌倉時代に二つの大きな変化がある。ひとつは大仏様として中国からもたらされた「貫(ぬき)」(画像223)の技法であり、これで建物の構造が大幅に強化される。もうひとつは小屋組、つまり屋根の骨組み、組み立て方の進化である。
それによって徐々に母屋と庇、あるいは建物を側柱と入側柱で支える構造からの脱却が始まる。それには天井の発達もある。

#### 野屋根と肘木

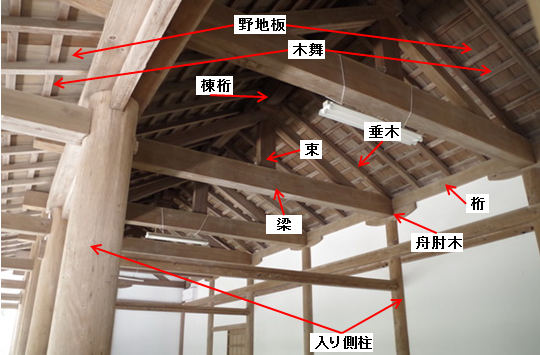
230： 屋根を支える構造

最初の大きな変化は寝殿造の「屋根を支える構造」にある「化粧屋根」と「野屋根」の分離である。下から見える垂木などは化粧垂木であって木舞、野地板が張られるが、その上に檜皮などが葺かれるのではなく、更に野垂木があってそれが外から見える屋根を支え、その上に張られる木舞、野地板の上に檜皮や瓦が葺かれる。
画像230 のように下から見える母屋の梁や、庇の繋梁、垂木、木舞や野地板は、綺麗に割れる直材からバランス良く綺麗に削り出し、表面の仕上げもしなければならないが、当時の工具では大変な労力である。つまりコストがかかる。
ところが屋根は雨によって早く痛み、繰り返し修理される部分である。
その点でも野屋根で化粧屋根を保護することはトータルコストのセーブにも繋がる。人目に触れない野垂木などは均等な角材である必要はあるが、少なくとも 釿(ちょうな)までで、槍鉋(画像aa2)などでの仕上げはしないでも良い。
そうした変化は10世紀末の法隆寺大講堂の頃から始まっていた。その野屋根と化粧屋根の間、野垂木と化粧垂木の間には、外から、あるいは下からは見えない屋根裏空間が出来る。
鎌倉時代初期にはその屋根裏空間を利用した桔木（はねぎ）が発明される。
簡単に云うと、見えない屋根裏空間にほとんど丸太のような太い木を入れ、側柱の上を支点として内側、母屋側に野屋根の加重をかけ、梃子の原理で外側、つまり軒先を跳ね上げる。具体的には下に柱の無い軒先が垂れ下がるのを防ぐ。
化粧屋根裏の見えない部分に使う材なら多少曲がっていても良く、ほとんど皮を剥くだけでたいした成形もしないで済む。
ただしこの段階では「母屋・庇の構造」には変化は無い。

#### 吊り天井と野梁

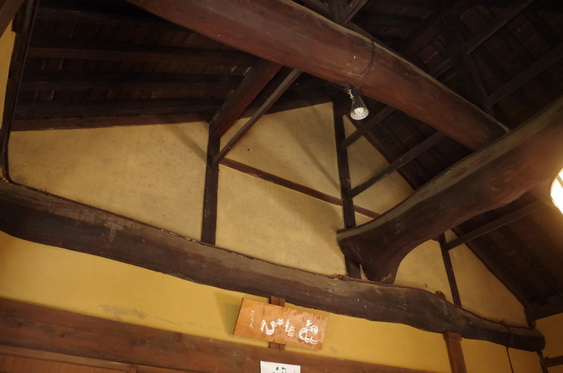
Ga10:奈良・元興寺小子房 の天井吹き抜け部分。

次ぎの段階は吊り天井である。吊り天井で梁が隠れるようになると、ちょうど桔木のように荒々しい未成形の太く長い梁を構造材として使えるようになる。もちろん長さも太さも桔木よりも長く太い。
そして桔木同様に多少曲がっていても無骨でも構わない。
これが野梁で、その野梁を連続させて屋根を支える新しい構造が採用できるようになる。
これによって屋根と平面の関係が分離し、「母屋・庇の構造」に捕らわれないより自由な間取りが可能になる。
天井板を剥がしたら、あるいは屋根の野地板を剥がしたら、法隆寺大講堂の虹梁(画像212)などとは全く違う、画像Ga10 の元興寺小子房の天井吹き抜け部分のような、ほとんど丸太の、曲がった梁や 桔木(はねぎ)や野梁が姿を現す。
この建築技法は石田潤一郎によると密教の伝来に始まる寺院での宗教儀式の変化から、「母屋・庇の構造」では対応出来ない仏像の内陣に対する僧の儀式空間、礼堂、あるいは外陣の拡大の為の工夫だという。
寺院建築から始まったこの工法は次第に上層住宅建築にまで広がっていく。
上層住宅建築、つまり寝殿造では、「母屋・庇の構造」の中で培われた上流貴族階級の有職故実が寝殿の南側の儀式空間、ハレ面を拘束してはいたが、儀式に関係の無い寝殿の北側では、旧来工法の範囲内ながら平安時代から徐々に変化が始まっていた。そして鎌倉時代には寝殿とは別棟の小御所などに「母屋・庇の構造」に拘束されない平面が採用されはじめる。
川上貢はこう書く。
```
鎌倉時代後半期における上層公家住宅は平安時代のそれに比較して衰退したものと考えることは皮相な見方であって、寝殿自体の空間分化の進展、そして小御所の成立などを通じて古さからの脱皮が進行しつつあるものとしてとらえなければならない。
[
21
]
```

### 工具の発達

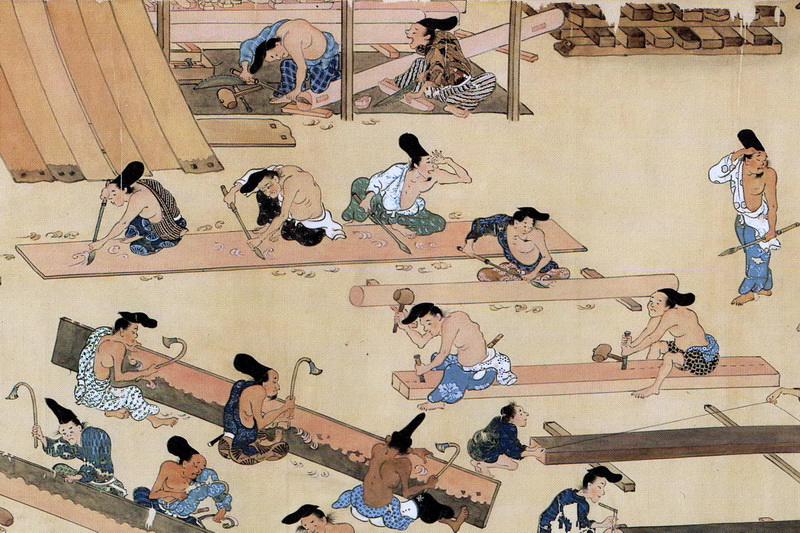
aa0：『春日権現記絵』にある建築現場

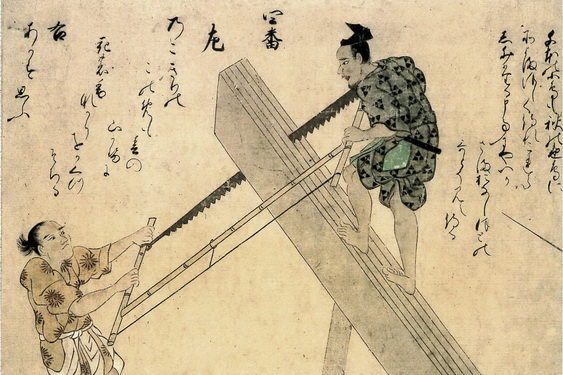
aa4：15世紀の「三十二番職人歌合」に描かれた大鋸(おが)

建築物の様相には工具の制約も大きい。法隆寺の時代から少なくとも室町時代初期までの工具はそれほど大きくは変わっていない。
画像aa0 は『春日権現記絵』にある建築現場である。
太い木材を縦に切る鋸はまだ無い。柱や板は 画像aa0 の右側のように割って作る。「打割製材」と云う。
それを 画像aa0 左下のように 釿(ちょうな)で削る。平カンナ も無い。仕上げは 画像aa2
のような槍鉋(やりがんな)で削る。
鋸は木の葉型の小さいものしか無く、画像aa0 の上の方では舟肘木の加工に用いている。製材に使えるようなものではない。
寝殿造はそうした制約の下で建てられてきた。
書院造の時代までにその工具が大きく変わっている。製材に使用する大鋸(おが)は文安元年(1444)成立の『下学集』に出てくるので、15世紀初頭には出現していたと思われる。画像aa4 は同じく15世紀の「三十二番職人歌合」に描かれた大鋸である。二人掛かりで引いている。この登場により「打割製材」が「挽割製材」に変わり、薄い板や細い角材が容易に作れるようになる。また檜や杉など素直に割りやすい木だけでなく、松やケヤキなど繊維がねじれた樹種も製材出来るようになった。
15世紀とはちょうど丸柱が角柱に変わりだす頃である。
先に応仁の乱の後に建てられた文明17年(1485)の南都仏地院は柱が全て五寸角の角柱とあったが、その前に既に大鋸は登場している。
カンナというと長方形の木に刃が差し込んである 平カンナ が今のイメージだが、それが確認されるのは大鋸よりはだいぶ後で、厳島神社の棟札が槍カンナから平カンナ仕上げに変わったのは天正5年(1577)である。そして慶長・元和(1596-1623)頃の『京洛風俗図屏風』には建具職人が障子を作る姿が描かれており、その道具に平カンナが描かれている。

## 寝殿造から書院造へ
寝殿造の変化を規模別に図示し、それに工法と工具の変化を合わせるとおよそ画像a50のようになる。黄色い部分が寝殿造の範囲、グリーンが書院造、薄いグリーンがその過渡期である。赤い線は様式の影響を示す。青い破線は技術・工具等の変化である。この図では「超大規模模邸宅」「大規模邸宅」「中規模邸宅」「小規模邸宅」と分けたが、ここでの規模別は「邸宅」での話しであり、町屋や農家など庶民の住宅は含まない。

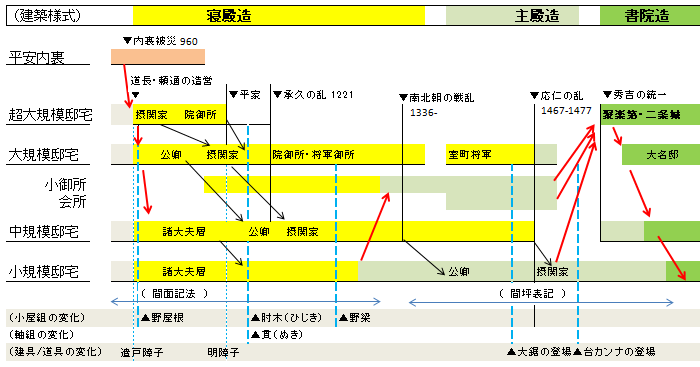
a50：寝殿造から書院造へ

### 権力と財力の移動
摂関家が富みを独占しえた摂関時代から院政期に入って、富の源泉である熟国の受領任免権が摂関から院に移り、里内裏の提供も摂関家に変わって院近臣の受領層が提供する比率が増えている。
そして保元の乱から平家の台頭、そして鎌倉時代となり、摂関家は五摂家へと分裂する。
その後、承久の乱により公家社会全体の財力がある程度低下したし、鎌倉時代後半からの地頭請や下地中分などにより荘園からの収入は減少しつつあったが、それでも鎌倉時代の内はまだそれなりに確保出来ていた。
しかし南北朝時代の動乱が朝廷を含む公家の凋落を一気に加速する。例えば武家領の拡大があり、残った荘園についても半済令や守護請、さらに直接的な横領などによって公家社会や大寺院など荘園領主の収入は激減。さらにその後も先細りしてゆく。
室町時代には足利義満から義教の頃は将軍はまだ力を持っていたが、義政の頃には守護大名の統制が効かなくなる。造営費などは守護大名に割り当てていたのでこれは将軍財力の低下でもある。そして応仁の乱から戦国時代を経て、豊臣秀吉による全国統一となる。

### 各階層の地滑り
摂関時代、藤原道長、藤原頼通の頃には超大規模模邸宅をいくつも新築していた摂関家も、院政期の藤原師実の頃には比較的小規模な寝殿造に住んでいたし、更に平家時代に関白・藤原基房が実際に住んでいたのは1/4町程度の小規模な寝殿造である。
しかしこれは寝殿造の変化というより、院政期以降の摂関家の地盤沈下と五摂家への分裂の過程である。
大規模な寝殿造が少なくなったとは云えても、寝殿造が小型化したとは云えない。
院御所や里内裏、そして大倉から移転後の鎌倉将軍御所も一町規模であるし、朝幕間の交渉役である関東申次を務め朝廷の実権を掌握した西園寺公経は北山(現在の鹿苑寺)に広大な屋敷を持っていた。
また、小型の寝殿造はそれより前からある。例えば『年中行事絵巻』にある朽ちかけた中流貴族の屋敷(画像a60)は大きくても三間四面で中門廊も無い。更に古くは『山城国山田郷長解』にある貞元3年(978)秦是子の屋敷は「三間四面寝殿一宇　在孫庇北南　/　七間三面土屋壱宇」である。

### 「大規模邸宅」の変化
規模毎に寝殿造の変化の様子が異なる。例えば「超大規模邸宅」は例えば藤原道長の土御門殿、藤原頼通の高陽院など二町以上の最上級寝殿造は平安時代末には常住の屋敷としては消滅している。
東三条殿(画像030)が有名なのは、摂関家最盛期の屋敷の中で唯一焼け残り、儀式専用の屋敷として利用され、その記録が貴族の日記に多数残されたからである。
つまり摂関家には他に大饗などか開催出来る屋敷がなかった。
その東三条殿の焼失により摂関家の「超大規模邸宅」が消滅した。
鎌倉時代には院御所や西園寺家、摂関家などは一町規模、郊外ならそれ以上の邸宅を構えていた。
しかし南北朝時代の初期、建武3年（1336）の兵火で皇室や宮廷貴族の諸邸の多くが焼失している。
南北朝時代の後期には大規模邸宅は勿論、「階隠間、中門、車宿」を具備した程度の邸宅も姿を消し、新造も皆無に近い状態にあった。
「超」の付かない方一町級の「大規模邸宅」は、足利将軍の室町殿(画像080)など応仁の乱まではあるが、決してその時代の一般的傾向を反映するものではなくて、足利将軍邸という極めて特異な存在である。
そうした大規模邸宅では、形ばかりでも母屋・庇のある寝殿とともに、中門廊や公卿座が寝殿に吸収されずに別棟として独立して最後まで残った。しかし屋敷全体が旧来の寝殿造であった訳ではない。
例えば足利義教の将軍邸・室町殿(画像080)は以下の三つのエリアからなる。
- 寝殿造部分、つまり西四脚門 、随身所、車宿、西中門、西中門北廊、西中門南廊、殿上、公卿座、寝殿などいわば「晴向建物」群で将軍邸の西側エリア。
- 東側エリアには会所泉殿、南向会所、新会所、観音堂、持仏堂、厩、常御所の「奥向建物」群のグループ。
- 更に小御所、新小御所、対屋三宇、台所の北向グループ。

室町将軍は武家社会で征夷大将軍であると同時に公家社会では右近衛大将であったり大臣であったりもする。画像080 は国立国会図書館蔵「室町殿御亭大饗指図」（永享4年7月25日）から作成したものだが、そこに「大饗指図」とあるのは足利義教が内大臣になったときの任大臣大饗である。
つまりここに現れる「晴向建物」群はそうした公家・大臣家としての格式を整えるためのものである。
しかしその範囲でも寝殿の北側は公家社会の有職故実には従っていない。
奥向や北向グループの内、雑舎や堂を除いた主要な建物、小御所、常御所、そしてそこから分かれた会所は「小御所の平面の変化」で見たように既に「母屋・庇の構造」から完全に離脱している。
そうした将軍邸の「一部が寝殿造」というのも応仁の乱までである。応仁の乱の最中、文明8年(1476)に室町殿は焼失する。
応仁の乱以降の足利義政の東山殿では常御所や複数の会所の建設が優先されて常御所が主殿と呼ばれ、寝殿の建設は義政が東山殿に移った7年後に開始はしたが断念された。以降室町将軍邸に寝殿は作られていない。

### 「中規模邸宅」の変化

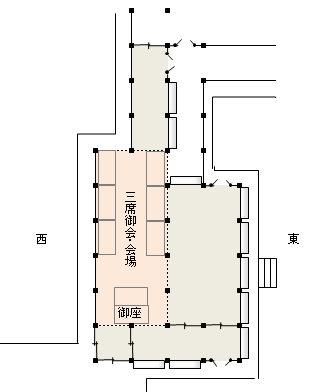
a62：柳原殿。(応安4年(1371)の指図、及び藤田盟児復元図を参考に作成。)

「中規模邸宅」は 1/2町や1/4町(八戸主)程度の平安時代末の摂関家の寝殿造レベル、例えば松殿関白・藤原基房邸などが属する
。
時代が下ると室町時代の伏見殿(画像a30)なども母屋・庇の寝殿造様式を若干は残しながら、だいぶ様子が違ってきている。柳原資明の柳原殿はその子・柳原忠光の代に臨時の院御所とされた。画像a62 は応安4年(1371)の指図であるが、その寝殿には公卿座（単廊だが元二棟廊）と中門廊、車宿という伝統的な出入り口の諸施設が見られるものの、寝殿はもはや「母屋・庇の構造」ではない。柱間も畳みの敷き方から7尺程度と思われる。二行対座に梁行二間を使っている。
「中規模邸宅」は室町時代においても100％寝殿造だったという意味ではなく、院御所とか室町将軍以外の中規模邸宅にも寝殿造は一部に残っていたのかもしれないという程度である。しかし細々と残っていたとしても応仁の乱で確実に終わる。

### 「小規模邸宅」の変化
「小規模邸宅」はそれ以下である。

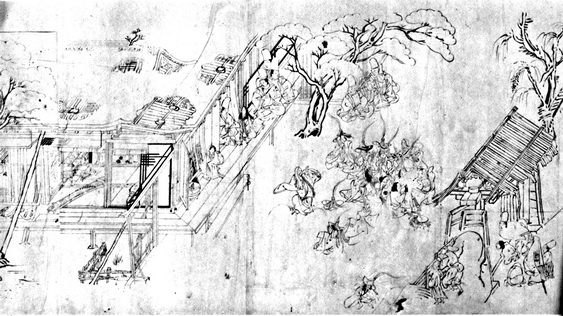
a60：『年中行事絵巻』
「安楽花」(やすらいはな)

画像a60 は『年中行事絵巻』別本巻3「安楽花」(やすらいはな)にある中流貴族の屋敷である。中門廊すらないので「小規模邸宅」の部類に入る。
『一遍上人絵伝』の地頭・大井太郎の屋敷、『法然上人絵伝の漆時国の館(画像530)も、藤原定家の一条京極亭(画像060)もここでは「小規模邸宅」に分類する。
藤田盟児の云う「中層住宅」、川上貢の云う「略式寝殿」のレベルである。
この『年中行事絵巻』の下級貴族の屋敷や、藤原定家の一条京極亭(画像060)クラスの小規模邸宅は南北朝の戦乱以前に寝殿造を離れて主殿造になっているだろうと推定される。建築技術的には既に「側柱と入側柱」により屋根を支える「母屋・庇の構造」の必然性はなく、母屋・庇への拘り、格式や有職故実への拘りは大臣家ほどではない。

### 過渡期としての主殿造

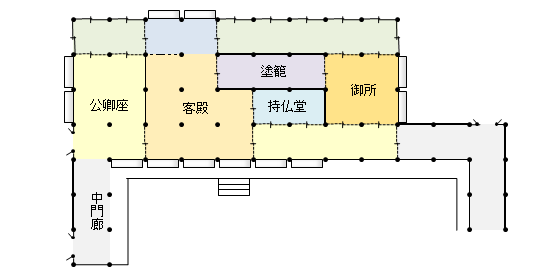
a25：実乗院岡崎房寝殿指図。『門葉記』巻第123・灌頂3、元応元年(1319)12月、及び藤田盟児復元図を参考に作成。

寝殿造の後、書院造が確立するまでの時期を「主殿造」(薄緑)とするが、それは「寝殿造」とか「書院造」に対比出来るような建築様式と云う意味ではなく、まだ書院造とは云えないという程度の過渡期の意味である。あえてそれを分けることで、どの部分から変化が始まっていったかを見ることが出来る。
例えば室町将軍邸(画像080)には寝殿造の部分を最後まで残すが、その室町殿の中でも、小御所などは早い時期から「母屋・庇の構造」ではなく、会所はその出現時点で既に寝殿造系ではない。
藤田盟児は、上層住宅においては寝殿以外の小御所、常御所、そして会所が主殿成立の母体であり、更に云うなら中層住宅(小規模邸宅)の性質が上層住宅に普及してゆくという現象が14世紀頃にあるという。
主殿の成立は上層住宅に起こった現象ではなく「中層住宅(小規模邸宅)が小規模であったことから生じた機能の集約化がひとつの原因」であり「身分の違いに基づく建築の規模や生活形態の違い」にあったのではないか。
つまり主殿を生む変化の要因は、公家や寺家の経済的没落による寝殿造の変質ではないのではないかと云う。
「建築技術の進歩」により、「母屋・庇の構造」から開放され、生活形態に合わせた間取りが可能になり、実際に生活する場、常御所とか小御所、会所はそうして作られ、上級の屋敷では寝殿だけが南半分に公家儀式用の「母屋・庇の構造」が形だけ残されていた。
しかし公家儀式に奉仕することはあっても、自らがその主役となることの無い中下級貴族階層の邸宅、下層邸宅では、早くから中門廊(玄関)や、大臣邸では公卿座と呼んだ客座を主殿(主屋)に取り込んでいる。例えば鎌倉時代前期の藤原定家の京極邸(画像060)である。
画像a25 は洞院家の子弟が代々院主となった鎌倉時代後期の院家・実乗院岡崎坊である。ここでも二棟廊・透渡殿・小御所がそなわらず寝殿に中門廊が伸びている。ここではこの主屋を寝殿と呼んでおり、側柱と入側柱により屋根を支える構造は維持されているが、間仕切り、部屋割りを見ると「母屋・庇の構造」とは云いにくい略式寝殿である。
応仁の乱で儀式用の建物、つまり寝殿が焼失し、再建する余裕も意味も無くなるが、しかし藤田盟児はその寝殿・寝殿造の消滅より前に、書院造の前身である主殿造はほぼ完成していたのではないかという。
藤田盟児は主殿造の特徴に、(1)「母屋・庇の構造」の消滅、(2)柱間と畳の寸法が整合する、(3)主室が接客室である、(4)続き間が使用されている、(5)中門(廊)と公卿間(座)の形式が主殿と同じ、(6)広縁が存在、の6点をあげている。(2)は柱間寸法が7尺前後ということである。(5)は中門(廊)・公卿間(座)は主殿の建物の一部というのが一般的傾向である。

## 寝殿造と書院造の違い

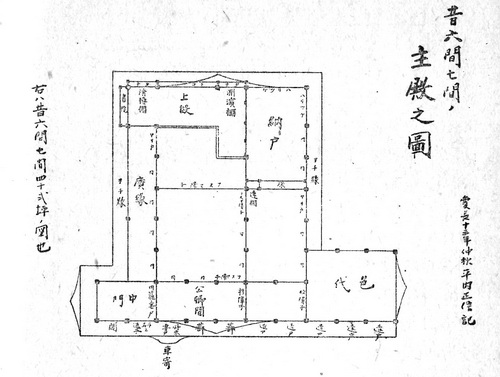
a70：江戸時代初期の木割書『匠明』掲載の主殿の図。左が南になる。

「書院造」という言葉は「寝殿造」と同じく、江戸時代末期、天保13年(1842)儒学者沢田名垂の『家屋雑考』によるものである。
書院造の完成を先の図(画像a50)では聚楽第と置くが、それは 画像a71 のように具体的な平面図が残っていることと、座敷飾を一ヶ所に集めたこと、そして何よりも後世への影響の大きさである。
画像a70 は江戸時代初期の木割書『匠明』の図であるが、その時代には「書院造」という言葉はなく「広間」あるいは「主殿」と呼んでいる。
「書院造」がどこから始まるかについては人により見解が異なる。
例えば川上貢は「書院造は近世初頭の武家大名の居館に、大規模なものがつくられ、典型の成立をみる」と書く。
一方で平井聖は園城寺の 光浄院客殿 や、『匠明』掲載の主殿の図のように中門(廊)を備えるものは江戸初期においても「主殿造」と呼び、「書院」という名称が広まる明暦の大火以降を「書院造」と呼ぶ。
その時代での呼ばれ方という点では平井聖の方が正確だが、ここでは一般的な川上貢、堀口捨己や太田博太郎の説に沿って区切る。
「書院造」の定義について堀口捨己は「母屋と庇との区分」と云う寝殿造の条件がなくなることに加えて次の4点をあげる。
1. 間取りが細かになり、建物の連り、組み立てが複雑になったこと
2. 部屋の床仕上が畳敷き詰めとなったこと
3. 建具が蔀戸から次第に遣戸に遷って行ったこと
4. 床、棚、書院が座敷飾りの場として新しく加えられたこと

藤田盟児は平面の構成の変化を更に詳しく分析し、二列の対座でなく、追い回し敷きという新たな着座形式と、続き間という空間構成が書院造の前提として成立し、その続き間の上に座敷飾りを備えた主室と、下に中門(廊)と公卿座からなる出入り口を配した段階で、最初の書院造建築が完成したとしても良いのではないかと云う。

### 間取り
1点目の「細かい間取り」は既に鎌倉時代末から始まっており、これまでに見てきた範囲では『公衡公記』「御産愚記第四」延慶4年(1311)2月23日条にある常盤井殿の平面図(画像a21)などにもその傾向が見られるし、鎌倉将軍御所の小御所(画像a11)など「母屋・庇の構造」ではない。

### 畳敷き詰め

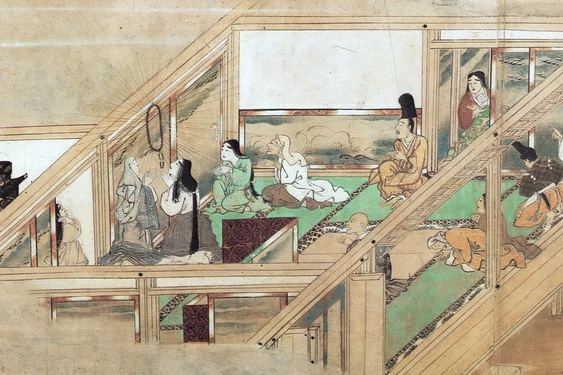
a80：『法然上人絵伝』にある畳追い回し

平安時代の畳みの敷き方は単独か二行対座(画像620)が基本であったが、鎌倉時代の絵巻の中に畳みが追い回しに敷きが現われる。
画像a80 が『法然上人絵伝』にある例である。部屋の中央だけ畳みが敷かれていない。
『蒙古襲来絵詞』で竹崎季長が恩賞奉行の安達泰盛との 面会シーン もよく知られる。ともに描かれたのは鎌倉時代である。
永和2年(1376)に伏見殿小御所で光厳院御十三回忌結縁灌頂が行なわれたときの指図(画像a13)にも見られる。
室町時代でも本当に敷き詰めになるのは小さい部屋であって、主室のような大きな部屋は畳みが追い回しに敷き詰められる。
応仁の乱以前にさかのぼる現存する最古の方丈建築、東福寺塔頭・龍吟庵の方丈は両脇の12畳の間は畳みが敷き詰められているが、中央の24畳相当の「室中」と呼ばれる主室は現在も追い回し敷きになっている。
しかし二条城二の丸御殿の大広間は畳敷き詰めである。
その過程で重要な点は、藤田盟児がその畳みの並べ方で柱間寸法を類推するように、寝殿造で柱間寸法の基本とした8尺～10尺から7尺程度へと変化していることである。応仁の乱以降はさらに6.5尺が標準となる。これは現在の京間と同じサイズである。
川本重雄は、柱間の縮小という現象は、単に柱聞の問題だけではなく、内法長押の高さや天井の高さなど建築の規格全体の変更に関わる問題であり、儀式用の建築規格から居住用の建築規格に変わっていく営みがそこには現れているとしてこう云う。
```
この建築規格の変化に代表される、儀式用建築を居住用建築へ変えていく工夫の積み重ねが、実は寝殿造から
書院造
への変化の核心だったのではないかと著者は考えている。
```

川本重雄は鳥居障子について、儀式のために作られた寝殿に、日常的な生活空間にふさわしいヒューマンスケールの建具を収めるための工夫と述べていたが、やっと建物自体ヒューマンスケールになったということになる。
関野克が寝殿造について「日常生活とは全く関係ない方面から何等かの方法で、住建築が与へられる」と起こる「住建築の一部に生活圏が営まれる場合」であり「全く機械的な造形物の中に流体の如き生活が流れてゐた」と述べたがそれが少し解消されたということにもなる。

### 建具の変化
3点目の建具の変化は、堀口捨己は鎌倉・南北朝時代から少しずつ始まり、室町時代中期の東山殿に至って完成したとする。
この堀口論文各章の発表は昭和17-18年頃であり、その後の研究の進展に伴い修正されるべき点も若干ある。
例えば、ケ(褻)の面では平安時代末から鳥居障子や遣戸・舞良戸が使われている。
いずれにせよ、変化は寝殿造上層のハレ面ではなく、上層邸宅ではケ(褻)、あるいは「奥」、階層で見るなら下層、小規模邸宅、藤田盟児の云う中層住宅から始まっている。

### 座敷飾り

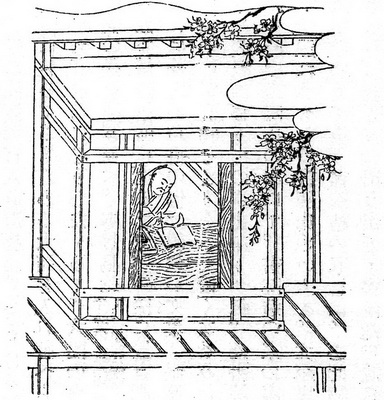
a91：『家屋雑考』の「出文机」(付書院)。
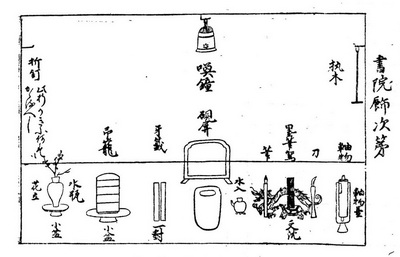
a92：『君台観左右帳記』にある付書院の座敷飾。
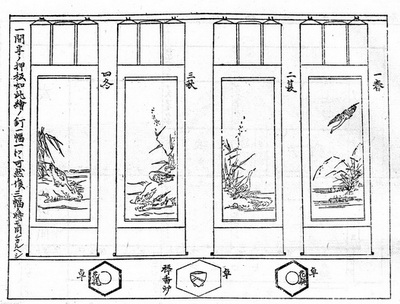
a93：『御飾書』にある床の間の座敷飾。

4点目の床、棚、書院(付書院)の発生とその発展・変化は、室町時代中期に第一次の完成が見られる。
その例として足利義政の東山殿があげられるが、しかし足利義政の東山殿の座敷飾と、二条城に代表される書院造の座敷飾とは大きく異なる。
画像a91 は『家屋雑考』にある「出文机」の絵である。「付書院」に「書院」の名が付いたのは後からで、鎌倉時代には「出文机」と呼ばれていた。「書院」とは元々は僧の居間、書斎の意味で、貴族社会で云う「学問所」と同じである。
本来の機能は書を読むための机を、明かりを取り入れ易いように明障子とともに外に突きだしたものだが、足利義政の東山殿の頃には、そこに置く書物までが飾りとなる。
『君台観左右帳記』に「書院飾次第」という項があるが、そこに書かれているのは書院造の座敷飾りではなく、画像a92 のように「付書院」にどのような唐物をどのように飾るかである。
「付書院」は読み書きの場ではなく、読み書きに関わる唐物宝物の陳列棚に使われている。
「床の間」という呼び方は後世のものだが、画像a93 のように、東山殿当時には唐物の絵画・掛軸が三副も四副も並べ掛けて観賞する壁面だった。
そしてその前には三具足を置くための押板が置かれる。
あくまでも唐物の名物を飾る、陳列し、観賞することが主眼である。
東山殿の会所(画像a16)の「石山の間」には「押板」「トコ」「タナ」「ショイン」が揃うが、二条城のような並び方ではない。
なによりも「石山の間」（五間：10畳相当）は建物北東の、納戸（塗籠）の隣のこの建物での主人の私的な空間、常居場、室町殿寝殿なら東北御髪所に相当する居間で主座敷ではない。主座敷である「嵯峨の間」（九間：18畳相当）には北側に「押板」があるだけである。座敷飾りの重点が主座敷よりも次ぎの間に置かれるのが中世での特徴である。
近世の書院造ではこれが逆転し、一の間に全てが集められる。
そして「座敷飾り」という言葉の指すものが変わる。
中世の「座敷飾り」は座敷に唐物名物を飾ることだったが、二条城に代表される近世の書院造では床、棚、付書院、帳台構が「座敷飾り」であり、支配者と披支配者の対面の場において、支配者の威厳、威光を高めるための舞台装置である。
今日われわれが見るような床、棚、付書院、帳台構がセットになって座敷飾となるのは桃山時代に入ってからである。
「上段」は座敷飾とは云えないが、座敷飾とともに書院造の重要な特徴である。それについては太田博太郎の「上段の発生」という論文があり、そこでは寝殿造の時代には畳みの縁で身分を現していたが、畳敷詰めでそれが出来なく、あるいは目立たなくなったことから床の高さを高くする必要が生じたのではないかとする。

## 臣従の儀式の変化

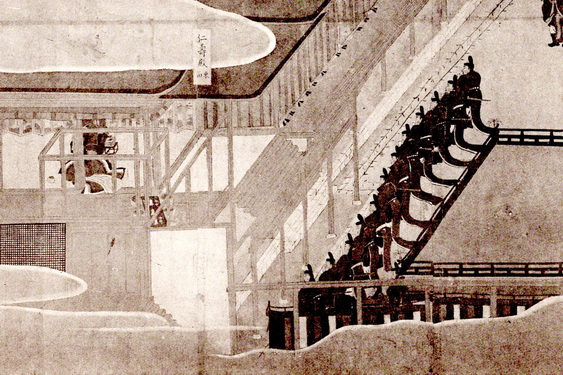
a61：『年中行事絵巻』巻五、「内宴」での内大臣以下公卿の天皇への拝礼の図。

### 平安・鎌倉時代
寝殿造と書院造で大きく異なる点に臣従の表現の違いがある。寝殿造の最盛期、平安時代での臣従の表現は庭からの拝礼である。
画像a61 は『年中行事絵巻』にある「内宴」の図である。
天皇が主催する内裏での「内宴」は保元3年(1158)とその翌年に123年ぶりに再開された。
『江家次第』に記されている紫宸殿で行われた「元日節会」では、紫宸殿の天皇と皇太子に対して、南庭左右に親王、大臣、大納言以下五位以上の王や臣まで10列以上並んで拝礼し、そのあと饗宴が始まる。

それがどれだけ重視されたかというと、寛治5年(1091)1月1日の節会に関する記録には、大雨のために当時里内裏であった堀河殿の東対代西庇の床を「放出為地」つまり床板を取り払って地と為し、庭の代わりにそこから再拝したとあるぐらいである。

摂関家で行われる正月拝礼や大饗や臨時客での拝礼では屋敷の主は天皇ではないので、寝殿の床の上で庭からの拝礼をうける訳ではなく、庭に降りて尊者以下招待客の拝礼を受けるという違いはあるが、これも内裏での儀式をならってのことである。
11世紀の『作庭記』に「南庭ををく事は、階隠の外のハしらより、池の汀にいたるまで六七丈、若内裏儀式ならば、八九丈にもをよぶべし。礼拝（の）事用意あるべきゆへ也」。
とあるのはここで云う拝礼のためである。大臣大饗の拝礼よりも里内裏での天皇への拝礼の方が列数が多いので6ｍは余計に取るべきだとしている。
内裏の紫宸殿の前庭同様、寝殿の南庭は花鳥風月を愛でるためのものでは無くその拝礼の場であった。
鎌倉将軍御所でも寝殿の中に居るのは親王将軍やそれに従い京から下ってきた月卿雲客、つまり親王将軍の身近に使える関東伺候廷臣のみであり、例えば新造御所への移徙などの儀式の際には執権以下の御家人は庭に列座する。

### 室町将軍時代

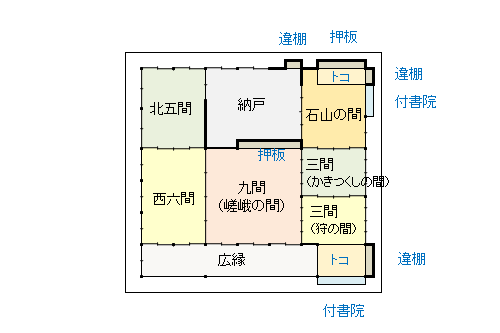
a16：東山殿の会所復元図。新旧川上貢案をベースに作成。

室町時代の特色のひとつは、室町将軍は公家社会においてもトップクラスの地位を占め、それ故に公家儀式の場として寝殿造を維持しなければならなかったことと、もうひとつは武家社会での室町将軍と守護大名達の出身の近似である。室町将軍と守護大名達は、元は同じ鎌倉の御家人で、その多くは一族同門である。天皇対臣下の、あるいは鎌倉時代の親王将軍対御家人といった絶対的身分の差に基づく臣従の表現には馴染まず、会所での接見が重視される。
更に社会全体に、かなり下のレベルの村落共同体にまで「寄合」という必ずしも上下関係にはもとづかない社交、コミュニケーションが進んでいた。小泉和子はその著書の節に「寄合の時代」というタイトルまで付ける。
室町時代の将軍邸では会所・客殿が独立した建物になり、同時に宋画や唐物と云った磁器などを飾る為の棚や押し板が据え付けられるようにもなる。
しかし足利義政の同朋衆の一人、相阿弥らの『君台観左右帳記』などによると、それは後の書院造のイメージとは大きくことなり、宋画を三幅も四幅も並べて懸けるし(画像a93)、唐物も、まるで美術館の展示のように処狭しと並べるイメージである(画像a92)。
画像a16 が東山殿の会所の復元図である。その会所は歌会などサロン的な社交の場でもあったか、対面の場として使う場合の方が多い。しかしそれは諸大名を一堂に会しての接見ではなく、数人単位、あるいは一人ずつの接見であって、それほど大きな施設は必要とはしない。
そして摂関家においても、鎌倉時代までは多少行われていた年頭拝礼は、室町時代にはもう行われなくなっていた。

### 豊臣秀吉以降

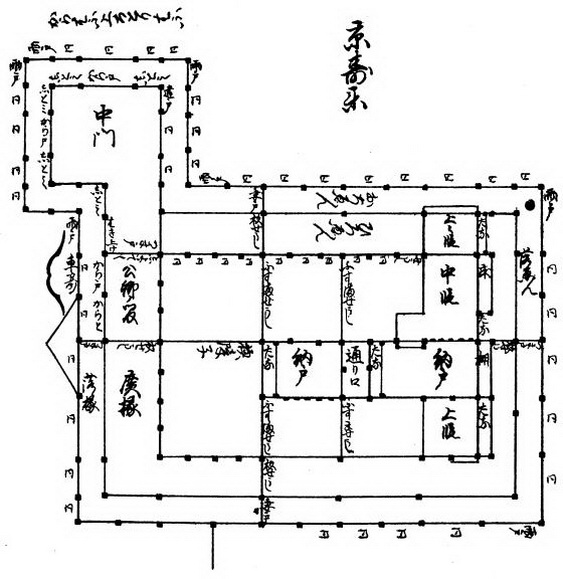
a71：室町時代末以来の工匠・岸上家に伝わる「京寿楽（聚楽）図」。上が南になる。中門の下、公卿間から右に二つ目が九間で東山殿会所中央の一番広い部屋と同じ広さである。

足利将軍は鎌倉時代から御家人の中でも最初から家格が高かったが、戦国大名の家来で、後に天下統一を果たした秀吉は違う。元々は守護大名の被官・織田家のそのまた被官に過ぎない。それゆえ接見の場で格の違いを創造し、上下関係をはっきりと意識させる必要があった。そこで大規模な対面儀礼が広間・大広間と呼ばれる建物で行われるようになる。先の『匠明』にもこう記されている。
```
天正ノ此、関白秀吉公聚楽ノ城ヲ立給フ時、主殿ヲ大キニ広ク作リタルヲ、広間ト俗ノ云ナラワシタルヲ、爾今広間ト云リ。
```

当時それは「広間」と呼ばれていたが今では「書院」と呼ぶ。
それまではセットにはなってはいなかった床、棚、付書院、帳代構を一カ所に集め、金碧濃彩な障壁画、それまでは仏堂にしか使はれなかった折り上げ天井など、あらゆる面で豪華絢爛に装飾し、毛利などの戦国大名に財力の違い、格の違いを見せつけ、武力だけでなく心理的にも屈服させ、対面という服従儀礼を通して主従関係を築き上げるための装置である。
天守閣が織田信長の安土城に発してまたたく間に全国の大名の力の象徴となっていったように、人目を引く聚楽第大広間(画像a71)の様式は新しい「格」として大名の居館広間のモデルとなり、これ以降全国に広まる。
武家社会だけでなく、寺院や公家社会にも広まる。
そして徐々に下位の武家屋敷にまで広がっていった。
その一方で、かつては会所で行われていた少人数でのコニュニケーション、寄合は茶室へと移り、そこから数寄屋造が始まる。なお、後の書院造では一般的となった雨戸も聚楽第の頃からである。
太田博太郎は『匠明』にある書院造の配置図を分析しこう書く。
```
まず目につくのは、接客用の空間が全体の約三分の一を占め、東西のいい地域を占領していることである。寝殿造ではこういった接客専用の空間というものは存在しない。行事のときは寝殿の母屋や南庇が使に客を迎えるが、そこは主人の日常の居間であった。
```

接客用の空間として独立し『匠明』掲載の主殿の図に極めて類似した建物が園城寺の 光浄院客殿 や 勧学院客殿 などに残る。

## 初期書院造の中の寝殿造の遺制
書院造の初期の遺構で、主殿造と云われることもある園城寺の 光浄院客殿、勧学院客殿 には短くはなってはいるが中門廊がある。
そしてその面には二つの妻戸とその間に横連子窓。北側に目を移すと蔀で、その内側が明障子になっている。この作りは寝殿造以来のものである。
平安時代と少し違うところは中門廊の側から二つ目の妻戸の位置で、短い中門廊から内側にずれて、そこから入ると中は公卿座である。その最も上位の入り口の上は唐破風になっている。この状態への寝殿造の段階的な変化は鎌倉時代の絵巻にも見られる。
上座の間の北には、ここでは納戸構と呼ばれているが帳台構がある。昭和25年(1950)に島田武彦が寝殿造の固定された障子帳を装飾化したものが書院造の帳台構であるという説を発表しており、現在ではそれが定説となっている。
書院造というと誰もが思い浮かべるのが床の間と違い棚、そして付書院だが、違い棚は大陸渡来の厨子が寝殿造の時代に厨子棚、二階棚、三階棚などに変化し、それが中世に唐物の陶磁器などを展示などに使われ、ついに作り付けになったものである。
床の間の謂われは若干複雑だが、その起源のひとつである押し板は、中世の会所などにおいて中国伝来の掛け軸を三幅、四幅と懸けて展示する処の前に三具足などを置くスペースである(画像a93)。それらが桃山時代に、接見の間を荘厳にする装置として様式化される。付書院(画像a91)に書院の名が付いたのは先述の通り後からである。そしてそれらも唐物の展示スペースからそれ自体が金碧濃彩な座敷飾りとなった。
それが江戸時代中期に武士階級全般から商家にまで広まるに及んで幕府は度重なる倹約令を出す。そうして豪華絢爛な室内装飾が数寄屋風の流行とも相まってシンプルな形に変化したものが、現在一般にイメージされる書院造である。

### 注記
1. ↑  
半間とは一間の半分。例えば４畳半は1.5間（けん）四方なので半間を使っていることになる。かつての寝殿造では柱間寸法が異なることはあっても半間は無かった。
2. ↑  
例えば皇后は「皇后宮職」、皇太子は「春宮坊」などの家政機構を天皇とは別にもつ。上皇、女院も院庁などの家政機構を持つ。これは皇族だけではなく、例えば鎌倉時代にも執権北条貞時の母は独立した公文所などの家政機構をもっている。
3. ↑  
南北棟のこと。
4. ↑  
川上貢『新訂・日本中世住宅の研究』の「十楽院指図（「門葉記j所収）」(川上貢1967、p.267)より作図。
5. ↑  
初期書院造の代表例である江戸時代初期の木割書『匠明』掲載の主殿の図(画像a70)でもこの位置は「公卿間」と書かれる。
6. ↑  
原田多加司2003、p.285の桑実寺の屋根修理時の画像が判りやすい。原田多加司はそれを「大蛇のような自然の曲がり木が巧みにつかわれている」と述べる。
7. ↑  
鑿を叩き込んで木材を割り、釿（ちょうな）で荒仕上げをし、更に槍鉋で表面を仕上げる様が描かれている。鋸は画面上で舟肘木の加工に用いている。
8. ↑  
ここでは「邸宅」の範囲を規模分けしており、藤田盟児の云う「下層住宅」は含まない。ここでの「小規模邸宅」とは、藤田の云う「中層住宅」(藤田盟児2006、p.107)、川上貢の云う「略式寝殿」(川上貢1967、p.542)のレベルである。また「大規模」「中規模」「小規模」とは説明の都合上のアバウトなものであり、この時代の各屋敷が何処に分類されるかを厳密に考えられるほど詳細な情報は無い。
9. ↑  
公卿で二位中納言藤原定家の京極の屋敷は、対はおろか二棟廊も、初期には中門廊さえ無かったが（画像060）（藤田盟児1990)、これも鎌倉時代だからとは単純には云えない。平安時代の寝殿造最盛期と目されている時期にも、大臣になるまで屋敷に寝殿が無かった公卿もいる（太田静六1987、p.514）（中右記、康和4年(1102)正月20日条）。この源雅実は内大臣になる前は右大将で15年も前から正二位である。
10. ↑  
直後に閑院が建造されたが、摂関家の儀式用寝殿造というよりも内裏として利用されているのでここでは除外する。
11. ↑  
「超」の付かない方一町級とはしたが、川上貢は三条坊門殿を方一町、室町殿を東西一町、南北一町半乃至二町としている（川上貢1967、p.441）。全体では一町より広いかもしれないが、上記3エリアのひとつとしての寝殿造部分は一町未満である。
12. ↑  
ただし屋地の広さは格式や豪華さのひとつのファクターであるが、屋地の広さだけで決まるものではない。
例えば嘉保2年（1095）の「散位従四位下大江公仲処分状案」（平安遺文1338）は一町の屋地を4人の子に1/4ずつ相続させるものだが、寝殿は「板葺五間四面寝屋〈東北二面有孫庇〉」と板葺きである。
13. ↑  
その他『吾妻鏡』では嘉禄元年（1225）12月20日条の移徙、嘉禄2年（1226）正月1日条、正嘉2年（1258） 正月1日条、文応2年（1261）正月1日条など庭からの臣従儀礼がある。
14. ↑  ただし本図を聚楽第大広間に比定する説には疑義も主張されている（川本重雄「聚楽第の対面空間-「聚楽第大広間の図」の真贋-」『建築史学』76巻、2021年）。

### 書籍・論文
- 工藤圭章『古寺建築入門』古寺建築入門、1984年。
- 関口裕子 「古代家族と婚姻形態」『講座日本歴史』二巻、東京大学出版会、1984年。
- 玉上琢弥 「源氏物語の六条院」『平安京の邸第』望稜叢書、1987年。
- むしゃのこうじ・みのる『襖（ふすま）』（ものと人間の文化史）法政大学出版局、2002年。
- 和田英松『修訂・官職要解』明治書院、1926年。
- 稲垣栄三 「寝殿造研究の展望」『古代文化-特集/寝殿造研究の現状と課題』（第39巻11号）　古代学協会、1987年。
- 稲垣栄三著作集3『住宅・都市史研究』中央公論美術出版、2007年。
- 関根正直『増補宮殿調度図解』六合館、1925年。
- 関野克『日本住宅小史』相模書房、1942年。
- 吉田早苗 「小野宮第」（初出1977）『平安京の邸第』望稜叢書、1987年。
- 宮沢智士 「庶民住宅」『絵巻物の建築を読む』東京大学出版会、1996年。
- 橋本義彦 「里内裏」『平安京の邸第』望稜叢書、1987年。
- 近藤豊『古建築の細部意匠』大河出版、1973年。
- 迎井夏樹 「障子」『建築もののはじめ考』新建築社、1973年。
- 原田多加司『屋根―桧皮葺と柿葺』（ものと人間の文化史）法政大学出版局、2003年。
- 原田多加司『屋根の日本史』中央公論新社（中公新書）、2004年。
- 後藤治・藤田盟児・光井渉、「平安時代造営文書による寝殿造附属屋の復元」『建築史学16号』建築史学会、1991年。
- 後藤治『日本建築史』(建築学の基礎6)　共立出版、2003年。
- 溝口正人、「白河院御所六条殿寝殿の柱間寸法について」『東海支部研究報告1993年2月』日本建築学会、1993年。
- 高橋康夫『物語・ものの建築史-建具のはなし』鹿島出版会、1985年。
- 高橋康夫 「町屋」『絵巻物の建築を読む』東京大学出版会、1996年。
- 高群逸枝『招婿婚の研究』講談社、1953年。
- 小泉和子『家具と室内意匠の文化史』法政大学出版局、1979年。
- 小泉和子 「絵巻物に見る中世住宅の寝場所」『絵巻物の建築を読む』東京大学出版会、1996年。
- 小泉和子 「記号としての竹の縁と柱」『絵巻物の建築を読む』東京大学出版会、1996年。
- 小泉和子『室内と家具の歴史』中央公論新社、2005年。
- 小泉和子編『図説日本インテリアの歴史』河出書房新社、2015年。
- 小沢朝江・水沼淑子『日本住居史』吉川弘文館、2006年。
- 上村和直「法住寺殿の成立と展開」『研究紀要』第9号、京都市埋蔵文化財研究所、2004年。
- 上島享 「大規模造営の時代」『中世的空間と儀礼』（シリーズ都市・建築・歴史第3巻）東京大学出版会、2006年。
- 西 和夫『図解 古建築入門―日本建築はどう造られているか』彰国社、1990年。
- 石田潤一郎『物語・ものの建築史-屋根のはなし』鹿島出版会、1990年。
- 川上貢、「間面記法の崩壊」（初出1960）『日本建築史論考』中央公論美術出版、1998年。
- 川上貢（初出1967）『新訂・日本中世住宅の研究』中央公論美術出版、2002年。
- 川上貢 「紙障子と板戸」『建築もののはじめ考』新建築社、1973年。
- 川本重雄 「寝殿造の歴史像」『古代文化-特集/寝殿造研究の現状と課題』（第39巻11号）　古代学協会、1987年。
- 川本重雄 「対屋考」（初出1988）『寝殿造の空間と儀式』中央公論美術出版、2012年。
- 川本重雄 「学会展望・日本住宅史」『建築史学』21号、建築史学会、1992年。
- 川本重雄 「貴族住宅」『絵巻物の建築を読む』東京大学出版会、1996年。
- 川本重雄・小泉和子編『類聚雑要抄指図巻』中央公論美術出版、1998年。
- 川本重雄（初出2005）『寝殿造の空間と儀式』中央公論美術出版、2012年。
- 川本重雄、「寝殿造の柱問寸法～変化とその意味」『日本建築学会計画系論文集・713号』日本建築学会、2015年。
- 川本重雄、「寝殿造の成立と正月大饗」『日本建築学会計画系論文集・729号』日本建築学会、2016年。
- 前田松韻 「寝殿造りの考究」『建築雑誌』41(491)、日本建築学会、1927年。
- 前田松韻 「寝殿造りの考究(二)」『建築雑誌』41(492)、日本建築学会、1927年。
- 足立康（旧名『日本建築史』1941）『改訂・日本の建築』創元社、1978年。
- 太田静六 「東三条殿の研究」（後『平安京の邸第』に再録）『建築学会論文集』21.22号、日本建築学会、1942年。
- 太田静六 「鳥羽殿の考察」（『寝殿造の研究』再録）『建築学会論文集』31号、日本建築学会、1944年。
- 太田静六『寝殿造の研究』吉川弘文館、1987年。
- 太田博太郎『図説日本住宅史』彰国社、1948年。
- 太田博太郎 「藤原貴族の住生活」（初出1962）『日本建築史論集1-日本建築の特質』岩波書店、1983年。
- 太田博太郎 「書院造」（初出1972）『日本建築史論集2-日本住宅史の研究』岩波書店、1984年。
- 太田博太郎 「日本住宅史」『建築学大系28』改訂増補（新訂再版）彰国社、1976年。
- 太田博太郎『日本建築史論集1-日本建築の特質』岩波書店、1983年。
- 太田博太郎『日本建築史論集2-日本住宅史の研究』岩波書店、1984年。
- 太田博太郎『日本建築史序説』（増補第二版）　彰国社、1989年。
- 田辺泰 「日本住宅史」『日本風俗史講座6巻』雄山閣出版、1929年。
- 田辺泰（初出1929）『日本住宅史』雄山閣出版、1935年。
- 藤田勝也 「「対屋考」-中世的対屋成立序論-」『日本建築学会計画系論文報告集』No.425　日本建築学会、1991年。
- 藤田勝也・古賀秀策編『日本建築史』昭和堂、1999年。
- 藤田勝也『日本古代中世住宅史論』中央公論美術出版、2003年。
- 藤田勝也 「平安京の変容と寝殿造・町屋の成立」『古代社会の崩壊』（シリーズ都市・建築・歴史　第2巻）東京大学出版会、2005年。
- 藤田勝也 「寝殿造と斎王邸跡」『平安京の住まい』京都大学学術出版会、2007年。
- 藤田勝也 「寝殿造とはなにか」『平安京と貴族の住まい』京都大学学術出版会、2012年。
- 藤田勝也 「平安・鎌倉時代の織戸、織戸中門」『平安京の地域形成』京都大学学術出版会、2016年。
- 藤田盟児 「藤原定家一条京極邸の建築配置について」『日本建築学会学術講演梗概集1990』日本建築学会、1990年。
- 藤田盟児 「主殿の成立過程とその意義」『中世的空間と儀礼』（シリーズ都市・建築・歴史　第3巻）　東京大学出版会、2006年。
- 飯淵康一 「貴族住宅構成要素の発生」（初出1985）『続・平安時代貴族住宅の研究』中央公論美術出版、2010年。
- 飯淵康一 「寝殿造の変遷及びその要因について」『古代文化-特集/寝殿造研究の現状と課題』（第39巻11号）古代学協会、1987年。
- 飯淵康一『平安時代貴族住宅の研究』中央公論美術出版、2004年。
- 飯淵康一『続・平安時代貴族住宅の研究』中央公論美術出版、2010年。
- 福山敏男著作集5『住宅建築の研究』中央公論美術出版、1984年。
- 平井聖『日本住宅の歴史』日本放送出版協会、1974年。
- 堀口捨己（初出1943）『書院造りと数寄屋造りの研究』鹿島出版会、1978年。
- 堀口捨己・川上貢・村田治郎他『建築史』オーム社、1970年。
- 鈴木亘 「平安宮仁寿殿の建築についてその1:平安時代中期および後期の仁寿殿」『日本建築学会論文報告集』No.257　日本建築学会、1977年。
- 建築学大系編集委員会『建築学大系4―1・日本建築史』改訂増補(新訂再版）彰国社、1978年。
- 福山敏男・川上貢編著『建築史図集（日本編）』学芸出版、1964年。
- 金春国雄編『建築大辞典』彰国社、1993年。
- 新建築学大系編集委員会『新建築学大系2・日本建築史』彰国社;、1999年。
- 京都市埋蔵文化財研究所『増補改編鳥羽離宮跡1984』(財)京都市埋蔵文化財研究所、1984年。
- 京都市埋蔵文化財研究所『平安京右京六条一坊 －平安時代前期邸宅跡の調査』(財)京都市埋蔵文化財研究所、1992年。
- 日本建築学会編『日本建築史図集』（新訂第三版）彰国社、2011年。
- 日本史広辞典編集委員会『日本史広辞典』山川出版社、1997年。

### 史料
- 竹内理三編『平安遺文』東京堂出版、1974年。
- 日本古典文学大系75.76『栄花物語・上下』岩波書店、1959年。
- 「海人藻芥」『群書類従 第28輯』続群書類従完成会、1933年。
- 鎌倉市史編纂委員会『鎌倉市史・総説編』吉川弘文館、1959年。
- 鎌倉市史編纂委員会『鎌倉市史・資料編』吉川弘文館、1958年。
- 史料纂集 古記録編149『勘仲記』八木書店、2008年。
- 「看聞御記・上」『続群書類従 補遺3訂正3版』続群書類従完成会、1958年。
- 「君台観左右帳記」、日本思想大系23『古代中世芸術論』岩波書店、1973年。
- 伊藤一美『建治三年記注解』文献出版、1999年。
- 新訂増補国史大系『吾妻鏡（普及版）』吉川弘文館、1983年。
- 史料纂集 古記録編 41『公衡公記三』続群書類従完成会、1974年。
- 「作庭記」、日本思想大系23『古代中世芸術論』岩波書店、1973年。
- 史料大成19『山槐記』内外書籍、1935年。
- 史料大成『中右記』内外書籍、1935年。
- 宮内庁書陵部編『椿葉記』本体は巻物（ページ数は翻刻冊子）　吉川弘文館、1980年。

### 絵巻
- 小松茂美 日本の絵巻20『一遍上人絵伝』中央公論社、1988年。
- 小松茂美 日本の絵巻8『年中行事絵巻』中央公論社、1987年。
- 小松茂美 日本の絵巻13『蒙古襲来絵詞』中央公論社、1988年。